# Dichopogon tyleri
Dichopogon tyleri là một loài thực vật có hoa trong họ Măng tây. Loài này được Brittan mô tả khoa học đầu tiên năm 1987.